# Karl Hanke
Karl Hanke, född 24 augusti 1903 i Lauban, död 8 juni 1945 i närheten av Neudorf, var en tysk nazistisk politiker och SS-general. Han var Reichsführer-SS och chef för den tyska polisen från den 29 april till den 8 maj 1945.

## Biografi
Karl Hanke var utbildad mjölnare och arbetade framförallt med tillverkning av maskiner. Han studerade vid ett kvarnbyggnadsinstitut och senare också vid ett yrkespedagogiskt institut. Han blev yrkeslärare i Berlin 1928 och samma år blev han medlem nr 102 606 i Nationalsocialistiska tyska arbetarepartiet (NSDAP) (sedermera även medlem nr 203 103 i SS). Han blev 1932 invald i den preussiska lantdagen. Han hade framgång i sitt politiska arbete och blev redan samma år invald i tyska riksdagen. Därutöver hade han befattning som byråchef för partiets rikspropagandaavdelning.
När Joseph Goebbels i mars 1933 inrättade det nya riksministeriet för folkupplysning och propaganda, utsåg han Hanke till sin personlige sekreterare. Hanke klättrade liksom också inom partiet steg för steg inom rikskansliet och i januari 1937 utnämndes han av Goebbels till vice ordförande för Rikskulturkammaren och statssekreterare i departementet. Vid andra världskrigets utbrott den 1 september 1939 anmälde Hanke sig som frivillig till regementet Panzerlehr (Panzer-Lehr-Regiment) där han deltog i striderna som stridsvagnsskytt i fälttåget mot Polen 1939 och senare som löjtnant i fälttåget mot Frankrike 1940. Han lämnade striderna där som kompanichef.
Meningsskiljaktigheter mellan Hanke och hans chef Goebbels ledde till att Hanke, född i Schlesien, avskedades och utnämndes till Gauleiter och riksståthållare i Niederschlesien. Den uppkomna ovänskapen med Goebbels härrörde från en kris i Goebbels äktenskap beroende på Hankes kärleksaffär med Magda Goebbels.
Från den 15 februari 1945 ledde Hanke försvaret av den inneslutna Festung Breslau och vägrade i det längsta att förhandla om kapitulation, men när de tyska trupperna där slutligen kapitulerade den 6 maj 1945 var Hanke försvunnen. Osäkerhet råder om hur han lyckades fly från staden, men det antas, att han efter ett sammanträffande med generalfältmarskalk Ferdinand Schörner följde med denne i en Fieseler Storch. Han blev dock tillfångatagen den 5 maj med enheter ur Division Horst Wessel i sudetområdet. Utan att bli igenkänd blev han tillsammans med ett stort antal andra militärer inspärrad i ett fångläger i den lilla orten Komotau. I samband med en transport i början av juni av 65 tyska fångar försökte Hanke fly och sköts därvid av tjeckiska partisaner.
I andra världskrigets slutskede inledde Himmler förhandlingar om en separatfred med Folke Bernadotte som förbindelseman. När detta kom till Adolf Hitlers kännedom, avskedade denne Himmler från posten som Reichsführer-SS. I sitt politiska testamente av den 29 april 1945 utnämnde Hitler Hanke till Himmlers efterträdare.

## Utmärkelser
Karl Hankes utmärkelser
- Järnkorset av andra klassen: 1940
- Järnkorset av första klassen: 1940
- Krigsförtjänstkorset av första klassen utan svärd
- Krigsförtjänstkorset av andra klassen utan svärd
- Såradmärket i svart
- Pansarstridsmärket i silver: 1940
- NSDAP:s partitecken i guld
- SS tjänsteutmärkelse av fjärde, tredje och andra klassen
- NSDAP:s tjänsteutmärkelse i brons och silver
- Tyska Olympiska Hederstecknet av första klassen: 1936
- Tyska ryttarmärket i silver: 1938
- Hitlerjugends gyllene hedersutmärkelse med eklöv: 30 augusti 1941
- Tyska orden i guld: 12 april 1945
- SS Hederssvärd
- SS-Ehrenring (Totenkopfring)